# Estadio Municipal Víctor Davalillo
El Estadio Municipal Víctor Davalillo  o simplemente Estadio Víctor Davalillo es el nombre que recibe una instalación deportiva que se encuentra ubicada en la localidad de Cabimas, en la Costa Oriental del Lago, al este del Estado Zulia, en la parte occidental del país sudamericano de Venezuela.
Se trata de una propiedad pública que es administrada por el gobierno del Municipio Cabimas, a través del Instituto Municipal del Deporte (Imdec). A lo largo de su historia ha sido usado para diversos propósitos y por diversos equipos, entre ellos destaca la franquicia de los Petroleros de Cabimas (hasta 1994), Centauros de Cabimas y temporal y alternativamente las Águilas del Zulia. Posee gradas, club house, gacetas de transmisión, áreas VIP e iluminación.
Recibe su nombre por un destacado beisbolista oriundo de Cabimas, Victor Davalillo quien fuese el octavo Venezolano en las Grandes Ligas (inicialmente con los Indios de Cleveland) y que jugó a nivel local con equipos como los Leones del Caracas, y los Tigres de Aragua.